# Чирва, Вера
Вера Млангазуа Чирва (англ. Vera Mlangazua Chirwa; родилась 26 мая 1932, Ньясаленд, ныне Малави) — малавийская юристка и активистка движений за права человека и гражданские свободы. Она была первой женщиной-юристом в Малави, одной из основателей Партии Конгресса Малави и Лиги африканских женщин Ньясаленда. Она боролась за многопартийное демократическое правление в Малави, была обвинена в государственной измене и приговорена к смертной казни президентом Хастингсом Камузу Бандой, проведя в итоге 12 лет в камере смертников. Её муж, адвокат Ортон Чирва, был министром юстиции и генеральным прокурором Малави, но также вместе с ней стал жертвой репрессий и умер в тюрьме.

## Биография
В начале 1950-х годов Вера Чирва, объединив усилия с Роуз Чибамбо, учредила Лигу африканских женщин Ньясаленда, вместе с Африканским конгрессом Ньясаленда боровшуюся за отделение протектората Ньясаленд от непопулярной Федерации Родезии и Ньясаленда. Чирва стала первой женщиной-юристом в Ньясаленде и была среди основателей Партии Конгресса Малави в 1959 году. После получения Ньясалендом самоуправления в 1961 году и независимости в качестве государства Малави с 1964 года, муж Веры Ортон Чирва стал высокопоставленной фигурой в новом правительстве в качестве министра юстиции и генерального прокурора.

### Репрессии и изгнание
Из-за обострившихся разногласий со всё более авторитарным Хастингсом Камузу Бандой супруги Чирва были объявлены врагами государства.
Спустя несколько недель Банда вынудил пару покинуть страну и отправиться в изгнание в Танзанию. Оттуда они путешествовали по Замбии, Великобритании и Соединенным Штатам Америки. В канун Рождества 1981 года Вера и Ортон Чирва были похищены на востоке Замбии силами безопасности Малави и доставлены обратно на родину, где им было предъявлено обвинение в государственной измене.

### Судебный процесс
Ортона и Веру Чирва судил «традиционный» суд, назначенный президентом Бандой. Оба адвоката вели собственную защиту сами, поскольку традиционные суды не допускали адвокатов на двухмесячный судебный процесс. В 1983 году меньшинство судей апелляционной инстанции, имевшее юридическое образование, выступило против обвинительного приговора, но он был отменён большинством, состоящим из традиционных вождей. В день суда Вера демонстративно подняла руку и, глядя прямо в глаза судье, спросила, на каких основаниях их обвиняют.
На суде супруга Чирва подтвердили, что они были похищены из Замбии в декабре 1981 года. Это, а также обвинение в сговоре с целью свержения правительства за пределами Малави должно было означать, что традиционные суды не обладают юрисдикцией над этим делом, и оно могло быть рассмотрено в Высоком суде Малави, но этому суду требовались доказательства вины вне разумных сомнений. Дело о госизмене было основано на рукописных документах, как утверждается, обнаруженных в сумке Веры при аресте, и «экспертных» показаниях полицейского о том, что они действительно написаны почерком Ортона. В качестве доказательств также были приняты неподписанное заявление, якобы сделанное Ортоном Чирва (что он отвергал), а также стенограмма записанного на пленку интервью, которое он дал. Эти доказательства, какими бы сомнительными они ни были, свидетельствовали только против Ортона, а не против Веры. Единственная улика против неё заключалась в том, что эти документы якобы были найдены в её сумке (что она также отрицала). Чирвам не разрешили вызывать свидетелей из-за пределов Малави, и оба подсудимых были приговорены к смертной казни. После процесса супругов доставили в центральную тюрьму Зомбы. По словам Веры Чирва, «по пути мы простили людей, давших ложные показания, судей и даже президента». Это был последний раз, когда они с мужем передвигались вместе.
Что касается апелляции Чирва в Национальный традиционный апелляционный суд, то отказ суда низшей инстанции допустить свидетелей защиты, признание им неподписанного заявления Ортона Чирва и признание сотрудника полиции в качестве свидетеля-эксперта подверглись критике, а меньшинство судей не признали, что создание им неопубликованных рукописных документов равносильно государственной измене. Однако апелляционный суд пришел к поразительному выводу, что, даже если традиционные суды не обладали юрисдикцией по закону, они имели традиционное право судить супругов, и решение, несмотря на недостатки в рассмотрении дела судом низшей инстанции, осталось в силе. Смертные приговоры были смягчены, но позже Ортон Чирва умер в тюрьме.

### Заключение и освобождение
Условия в женской тюрьме были тяжелыми. Вера Чирва подвергался пыткам и другим формам жестокого обращения. Она спала на цементном полу, ей давали несъедобную пищу, отказывали в свиданиях, письмах от мужа и праве выходить на прогулку. Она оставалась в тюрьме в камере смертников 12 лет, но продолжала надеяться на освобождение, благодаря свою христианскую веру за то, что позволила ей сохранить надежду.
В 1990 году Amnesty International начала срочные действия по освобождению Ортона и Веры Чирва. Осенью 1992 года, когда делегации британских юристов было разрешено посетить их, Чирвам разрешили снова увидеться, впервые за 8 лет. Ортон умер в своей камере три недели спустя в возрасте 73 лет. Вера не смогла присутствовать на похоронах.
Банда помиловал ее по «гуманитарным причинам», и она была освобождена 24 января 1993 года, когда страна переходила к многопартийному государству после окончания правления Банды.

### Правозащитный активизм
На свободе Вера продолжила заниматься правозащитой и выступать за отмену смертной казни, отставая политические свободы и права человека и при следующих правительствах Бакили Мулузи и Бингу ва Мутарика. В 2000 году она была назначена специальным докладчиком Африканской комиссии по правам человека и народов по условиям содержания в тюрьмах в Африке. Она основала и возглавляет неправительственную организацию «Малавийский центр консультаций, исследований и образования в области прав» (Malawi CARER). Она также работает в организации Women’s Voice, занимающейся гендерными правами.
Продолжая борьбу за политические права, Чирва пыталась баллотироваться в качестве независимого кандидата на пост президента.

## Премия Веры Чирва за права человека
В 2006 году, когда центр Чирва получил премию ЮНЕСКО, была учреждена премия Веры Чирва в области прав человека. Премия Веры Чирва в области прав человека присуждается Центром по правам человека Университета Претории в ЮАР человеку, «который лучше всего олицетворяет настоящего африканского юриста-правозащитника» и «внёс выдающийся вклад в защиту и поощрение прав человека в Африке». Получатели премии являются выпускниками программ магистра права в области прав человека и демократизации в Университете Претории.

## Публикации
- Fearless Fighter, автобиография (McMillan Publishing) — 2007[13].